# Blel Kadri
Blel Kadri  (Burdeos, 3 de septiembre de 1986) es un ciclista francés. Pasó a profesionales en 2009 en el seno del equipo Ag2r La Mondiale, donde permaneció hasta su retirada en 2016.

## Biografía
Blel Kadri ganó en 2004 dos carreras juniors, el Tour de Lorraine y el Tour de Basse-Saxe. En la temporada 2008, Blel Kadri ganó una etapa de la Ronde d'Isard y terminó segundo de la general. Además, ganó una carrera en la que se encontraban también corredores profesionales, la Kreiz Breizh. 
Desde el año 2009, estuvo ligado al equipo Ag2r La Mondiale. En 2010 consiguió una victoria de etapa en la siempre prestigiosa prueba de la Ruta del Sur y debutó en su primera Gran Vuelta, la Vuelta a España en la que acabó en el puesto 82.º. Un año después, debutó en el Tour de Francia acabando en la general en el puesto 117.º. En 2013 consiguió ganar su primera clásica, la Roma Maxima, prueba que han conseguido ganar ciclistas de gran renombre como Alejandro Valverde. 
No obstante, su mejor actuación llegó en la octava etapa del Tour de Francia 2014, consiguiendo su primera victoria en la ronda gala merced a una larga fuga camino de Gérardmer, y finalizada en una cota de 2.ª categoría (La Mauselaine).
Tras dejar el ciclismo profesional, encontró trabajo en Decathlon dentro del departamento de ciclismo.

## Palmarés
2007
- 1 etapa del Tour de Thuringe

2008
- 1 etapa de la Ronde d'Isard
- Kreiz Breizh Elites, más 1 etapa

2010
- 1 etapa de la Ruta del Sur

2013
- Roma Maxima

2014
- 1 etapa del Tour de Francia

## Resultados en Grandes Vueltas y Campeonatos del Mundo
| Carrera         | Carrera         | 2009 | 2010 | 2011  | 2012  | 2013  | 2014 | 2015  | 2016  |
| --------------- | --------------- | ---- | ---- | ----- | ----- | ----- | ---- | ----- | ----- |
|                 | Giro de Italia  | —    | —    | —     | —     | —     | —    | —     | 147.º |
|                 | Tour de Francia | —    | —    | 117.º | 89.º  | 125.º | 84.º | —     | —     |
|                 | Vuelta a España | —    | 82.º | —     | 169.º | —     | —    | 150.º | —     |
| Mundial en Ruta | Mundial en Ruta | —    | —    | Ab.   | —     | —     | —    | —     | —     |

—: no participa

Ab.: abandono

## Equipos
- Ag2r La Mondiale (2008[1] -2016)